# Dong Zhuo
Dong Zhuo († 22 de maig de 192) era un poderós senyor de la guerra durant els últims anys de la dinastia xinesa Han Oriental, abans de l'era dels Tres Regnes. En el 189 va ocupar Luoyang, gràcies al caos produït per la mort de l'emperador Ling i la lluita sagnant entre la facció dels eunucs i els oficials de la cort. Dong Zhuo va fer dimitir l'hereu legítim, i va posar a l'Emperador Xian de Han com la seva marioneta. La seva actitud cruel i tirànica va fer que senyors de la guerra provinents de tot l'imperi s'aliaren contra ell, el que li va fer traslladar la capital cap a l'oest, a Chang'an. Finalment Dong Zhuo fou assassinat pel seu fill adoptiu, Lü Bu, com a part d'un complot del ministre d'interior Wang Yun.

## Família
- Germà menor
  - Dong Min (董旻) (m. 192)
- Nebot
  - Dong Huang (董璜) (m. 192)